# 키홀 (정찰위성)
키홀(영어: Key hole, KH)은 미국의 광학 정찰 위성 시리즈이다.
- KH-1 코로나
- KH-2 코로나
- KH-3 코로나
- KH-4 코로나
- KH-5 아르곤
- KH-6 랜야드
- KH-7 갬비트
- KH-8 갬비트 3
- KH-9 헥사곤/빅 버드
- KH-10 도리안/유인 궤도 실험실
- KH-11 Crystal/Kennan
- KH-12 Improved Crystal/Ikon/Advanced Kennan
- KH-13 (비공식 명칭, 대체로 Enhanced Imaging System 또는 Misty을 지칭함.)